# David Garrick (film, 1916)
Pour l’article homonyme, voir David Garrick (homonymie).
Pour plus de détails, voir Fiche technique et Distribution.
David Garrick est un film muet américain réalisé par Frank Lloyd et sorti en 1916.

## Synopsis
L’histoire authentique de l'acteur britannique David Garrick, qui aime passionnément Ada Ingot.

## Fiche technique
- Titre : David Garrick
- Réalisation : Frank Lloyd
- Scénario : Julia Crawford Ivers, d'après une pièce de Thomas William Robertson
- Chef opérateur : James Van Trees
- Production : Pallas Pictures
- Distribution : Famous Players-Lasky Corporation
- Genre : Biographie
- Durée : 50 minutes
- Dates de sortie :
  -  États-Unis : 30 avril 1916

## Distribution
- Dustin Farnum : David Garrick
- Winifred Kingston : Ada Ingot
- Herbert Standing : Simon Ingot
- Frank A. Bonn : Richard Chivy
- Lydia Yeamans Titus : Araminta
- Olive White : la tante d'Ada
- Mary Mersch : Fanny Lacy